# Levivirus
Levivirus — рід одноланцюгових РНК-вірусів родини Leviviridae. Паразитують в ентеробактеріях Escherichia, Pseudomonas та Caulobacter.

## Опис
Капсид Levivirus мають ікосаедричну або сферичну геометрію. Діаметр близько 26 нм. Геноми лінійні та несегментовані, розміром 4268 пар основ. Геном кодує 4 білка: білка лізису, білка A (дозрівання білка), білка капсида та реплікази.

## Репродуктивний цикл
Levivirus приєднується до F pilus бактерії, і розщеплюється, вивільняючи дозріваючий білок (A протеїн) у середину хазяїна. Результатом цього стає утворення геномної вірусної РНК в клітині бактерії, яка ініціює трансляцію вірусних білків. Потім вірусний репліказний білок взаємодіє з білками господаря, рибосомним білком s1, фактором подовження трансляції EF-Tu та EF-Ts і синтезує активну РНК-полімеразу. Потім вірусна геномна РНК реплікується всередині клітини, щоб слугувати шаблоном для подальшої продукції вірусної РНК.

## Екологія
Levivirus трапляється у стічних водах, каналізації та фекаліях, де живуть бактерії, на які він націлений. Сам вірус нешкідливий для людини, оскільки спрямований лише на клітини бактерій.